# Conus floridulus
Espèce
Statut de conservation UICN

 LC  : Préoccupation mineure
Conus floridulus est une espèce de mollusques gastéropodes marins de la famille des Conidae.
Comme toutes les espèces du genre Conus, ces escargots sont prédateurs et venimeux. Ils sont capables de « piquer » les humains et doivent donc être manipulés avec précaution, voire pas du tout.

## Description
La taille de la coquille varie entre 22 mm et 59 mm. La coquille blanc rosé présente deux bandes continues de taches longitudinales irrégulières de couleur châtain clair. La base est teintée de violet. .

## Distribution
Cette espèce marine est présente au large des Philippines et dans le Golfe de Papouasie.

### Niveau de risque d’extinction de l’espèce
Selon l'analyse de l'UICN réalisée en 2011 pour la définition du niveau de risque d'extinction, cette espèce est largement distribuée et se trouve dans toute la région centrale de l'Indo-Pacifique. Elle est également présente dans la partie sud de l'océan Indien occidental, au large du Kwazulu Natal. Cette espèce peut être trouvée dans une variété d'habitats et de profondeurs différents, il est donc peu probable qu'elle soit menacée. Elle a été évaluée comme étant de préoccupation mineure.

## Taxonomie

### Publication originale
L'espèce Conus floridulus a été décrite pour la première fois en 1848 par le médecin de marine et conchyliologiste britannique Arthur Adams (1820-1878) dans la publication intitulée « The zoology of the voyage of HMS Samarang, under the command of Captain Sir Edward Belcher, CB, FRAS, FGS, during the years 1843-1846 »,.

### Synonymes
- Conus (Lividoconus) floridulus A. Adams & Reeve, 1848 · appellation alternative
- Conus tenuis G. B. Sowerby II, 1857 · non accepté
- Lividoconus floridulus (A. Adams & Reeve, 1848) · non accepté

## Identifiants taxonomiques
Chaque taxon catalogué par les bases de données biologiques et taxonomiques possède un identifiant qui permet d'établir un point de référence. Les identifiants de Conus floridulus dans les principales bases sont les suivants :
BOLD : 596843 - CoL : 5ZY2Q - GBIF : 5857111 - iNaturalist : 431976 - IRMNG : 11704024 - NCBI : 536690 - TAXREF : 72339 - UICN : 192380 - WoRMS : 426504